# L. E. J. Brouwer

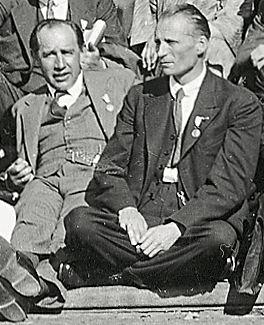
Brouwer (phải) tại Đại hội Toán học Quốc tế, Zurich 1932

Luitzen Egbertus Jan Brouwer (/ˈbraʊ.ər/; sinh ngày 27 tháng 2 năm 1881 - mất ngày 2 tháng 12 năm 1966), thường được gọi là L. E. J. Brouwer nhưng được bạn bè biết đến nhiều hơn với cái tên Bertus, là một nhà toán học và triết học người Hà Lan, hoạt động trong các lĩnh vực của toán học như topo, lý thuyết tập hợp, lý thuyết đo lường và giải tích phức.    Ông là người đã sáng lập ra tôpô hiện đại, định lý điểm cố định Brouwer và sự bất biến tôpô của miền xác định.
Brouwer cũng là một nhân vật quan trọng trong thuyết trực giác, một học thuyết kiến tạo của toán học trong đó môn toán được lập luận là một nhận thức được xây dựng mà không phải là một sự thật hiển nhiên. Điều này đã dẫn đến cuộc tranh cãi Brouwer-Hilbert, trong đó Brouwer đã tranh luận với đồng nghiệp theo chủ nghĩa hình thức David Hilbert. Ý tưởng của Brouwer sau đó đã được học trò của ông là Arend Heyting và học trò cũ của Hilbert là Hermann Weyl tiếp thu.